# Chapelle Saint-Jean de Langast
Pour les articles homonymes, voir Chapelle Saint-Jean.
La chapelle  Saint-Jean de Langast est un lieu de culte catholique situé sur la commune de Langast, dans le département français des Côtes-d'Armor, région Bretagne.
La chapelle, peu documentée, est un édifice construit à la fin du XVe siècle ou au début du XVIe siècle. L’édifice, qui est très homogène, a été classé monument historique le 22 juillet 1913. La charpente qui est conservée en son sein est un très rare exemple de charpente ancienne dans le département.

## Histoire
L’édifice est très peu documenté et fait l’objet d’une description très tardivement, en 1884 uniquement. La date de construction n'est pas connue et sont évoqués la fin du XVe et également le XVIe siècle.
L'édifice fait l’objet d'un classement depuis le 22 juillet 1913, suivi d'une campagne de restauration trahissant l'authenticité de la bâtisse. Après un diagnostic effectué en 2010 avec le constat de désordres susceptibles d'être dangereux à la fois pour la pérennité de l'édifice et la sécurité des usagers du cimetière adjacent, des travaux sont effectués de 2012 à 2015 financés en partie par souscription avec l'aide de la Fondation du patrimoine. Ces travaux de restauration sont d'un montant de 627 565 € dont 470 674 € de subventions et 156 891 € restant à charge pour la commune.

## Description
L'architecture de l'édifice, qui possède un plan rectangulaire, est modeste. La toiture est en ardoise de Sizun. Sont surtout remarquables la charpente de la chapelle en forme de bateau retourné et les sculptures animalières et fantastiques présentes sur les sablières de bois. La charpente, qui a peut-être servi de modèle pour l'Abbaye Notre-Dame de Boquen, possède des étrésillons en forme de croix de saint André et un modeste clocher central.
Un bras de transept était présent sur la face nord de l'édifice.
L'édifice contient des statues polychromes de saint Jean et saint Paul.

## Galerie

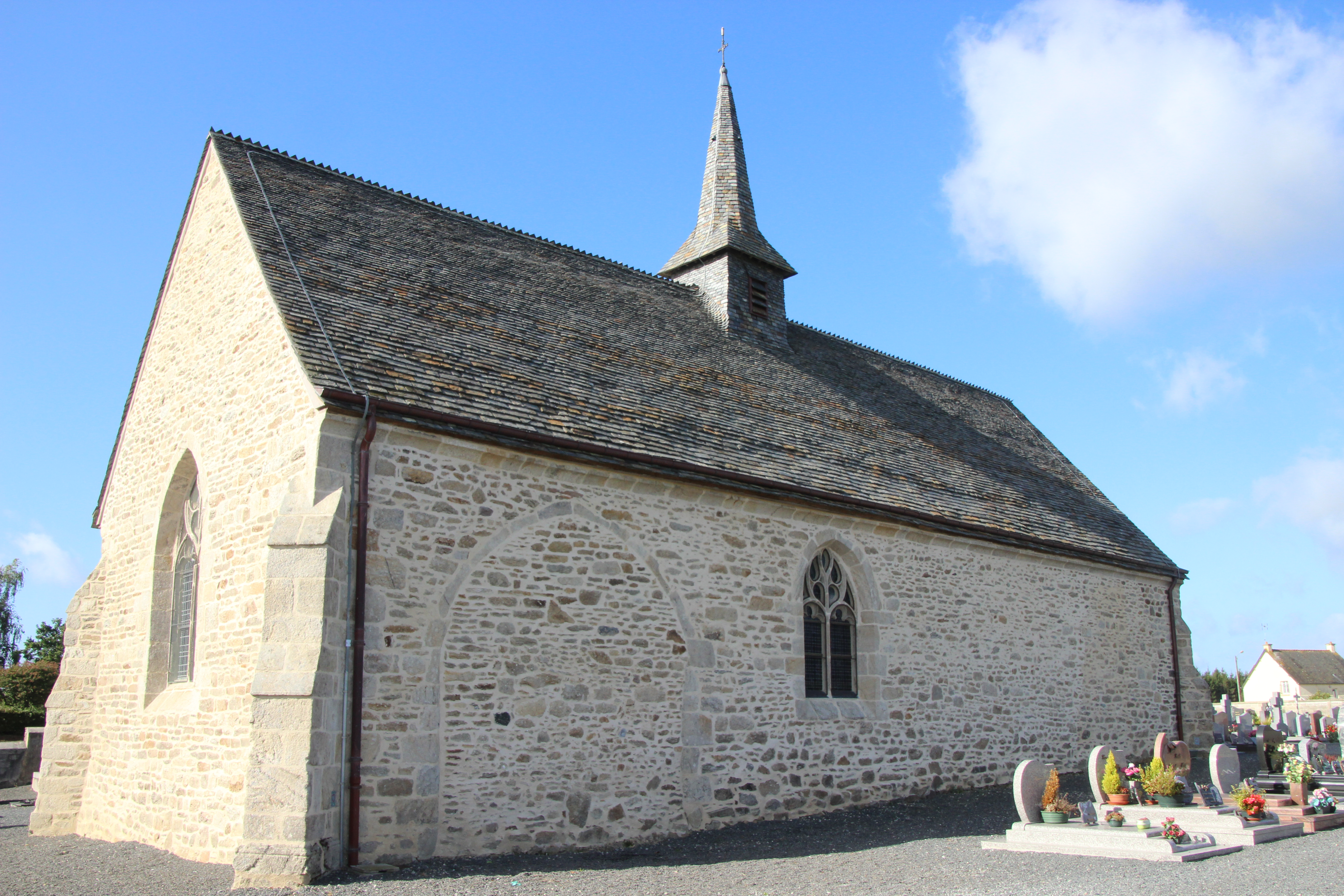
Face nord avec traces du bras du transept
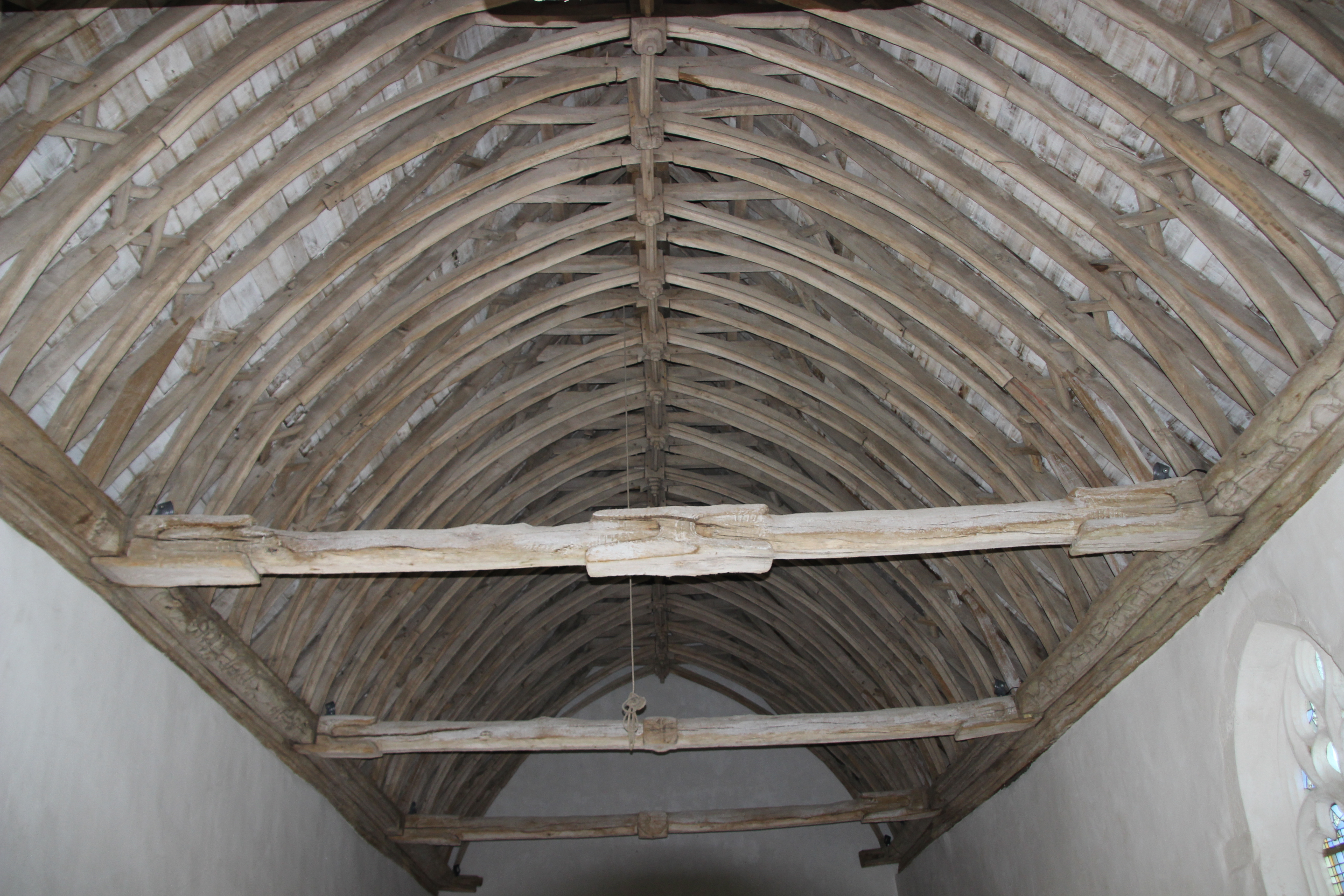
Charpente
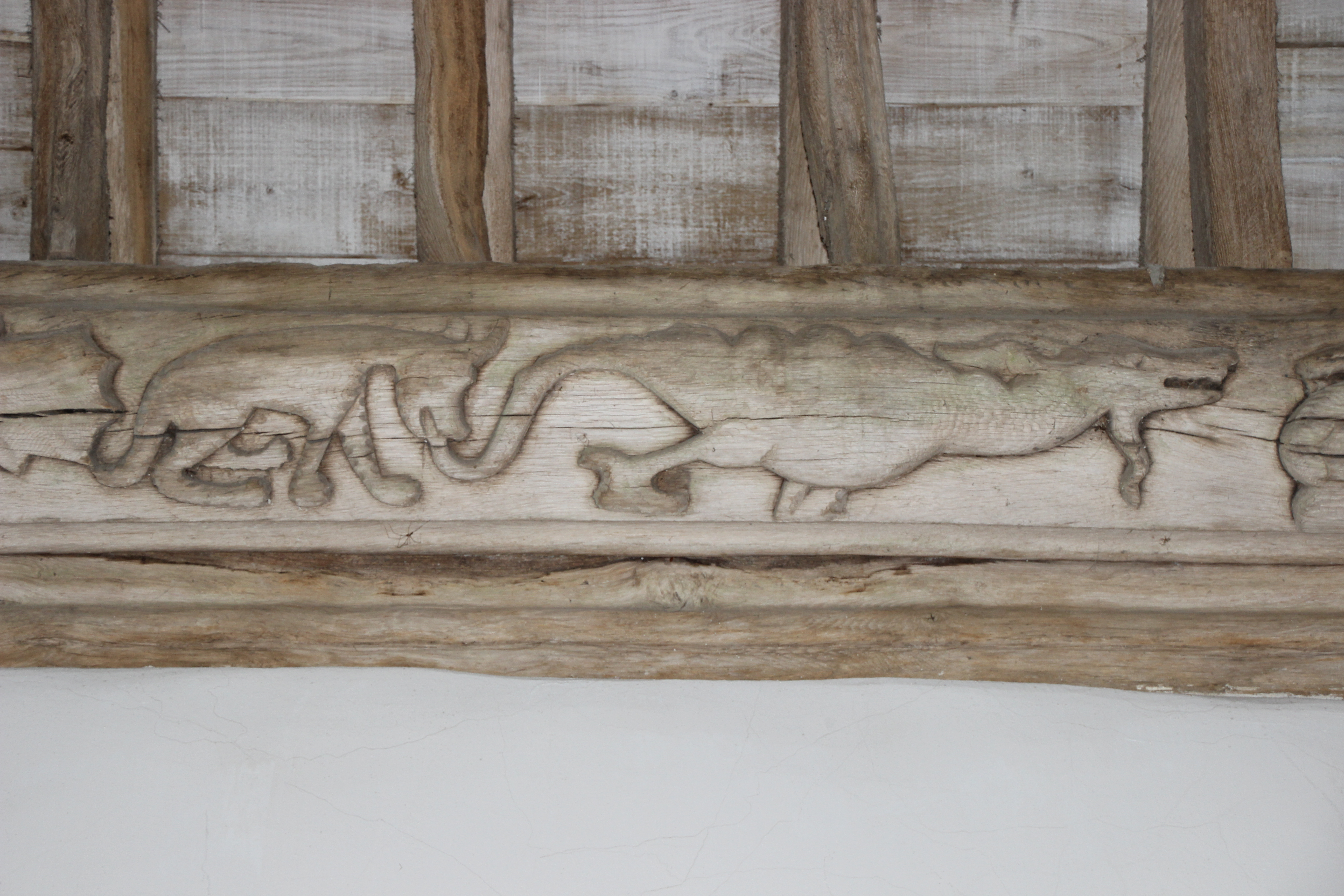
Bestiaire sculpté
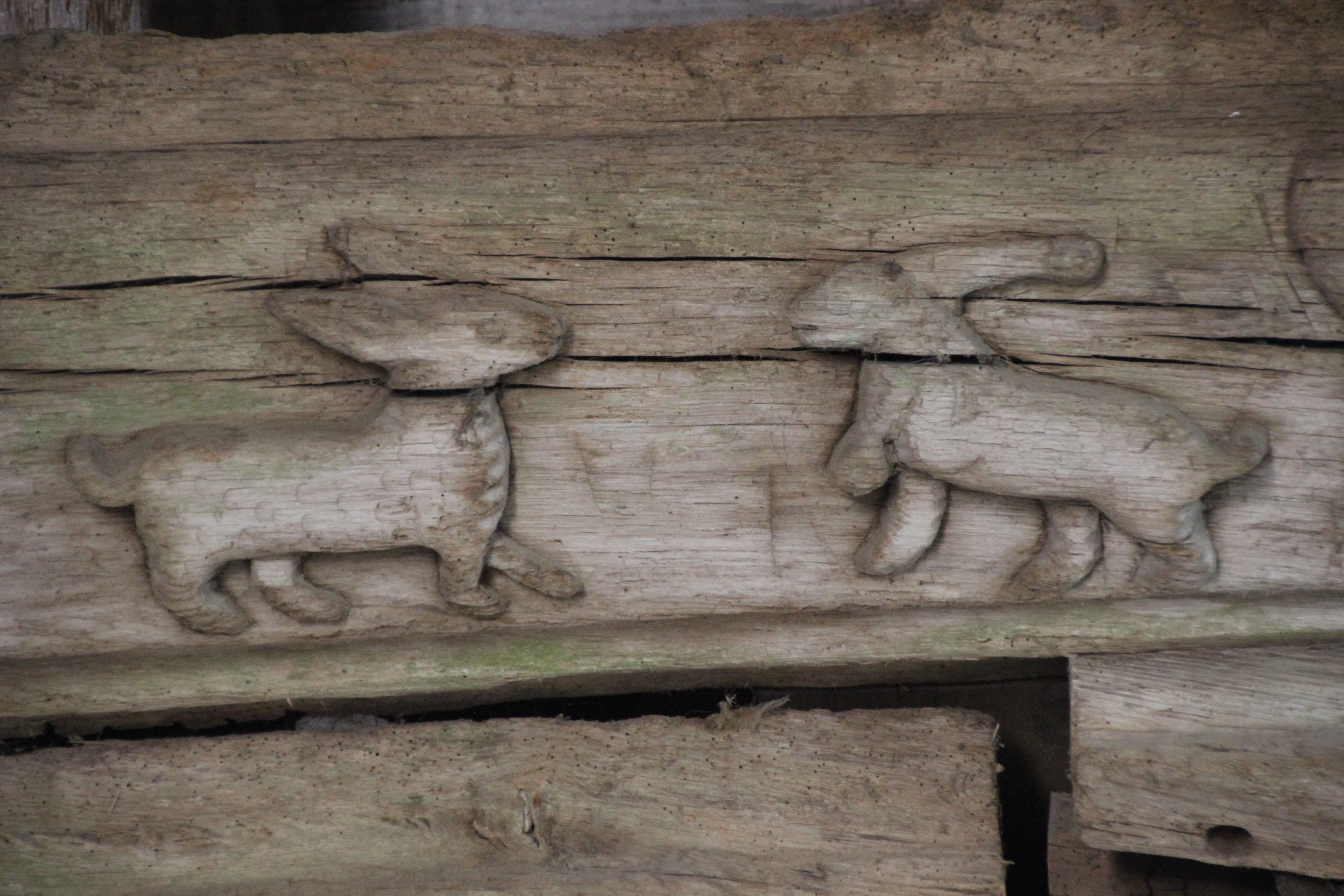
Bestiaire sculpté